# Pteronia mooreiana
Pteronia mooreiana là một loài thực vật có hoa trong họ Cúc. Loài này được Hutch. miêu tả khoa học đầu tiên.